# آب‌بازجفت‌سم‌ریختان
آب‌بازجفت‌سم‌ریختان(نام علمی: Cetancodontamorpha) نام یک زیرراسته از راسته جفت‌سم‌سانان است.